# Port lotniczy Ormara
Port lotniczy Ormara (IATA: ORW, ICAO: OPOR) – port lotniczy położony w Ormarze, w prowincji Beludżystan, w Pakistanie.